# 이슬람 국가 서아프리카 지부
이슬람 국가 서아프리카 지부(Islamic State's West Africa Province; ISWAP)는 나이지리아등지에서 활동하는 이슬람 국가(IS)의 지부이다. 본래 보코 하람이 IS에 충성을 맹세해 그 지부가 되었으나 투쟁 방법을 놓고 갈라졌다.